# Голањч
Голањч (пољ. Gołańcz) град је у Пољској у Војводству великопољском. По подацима из 2012. године број становника у месту је био 3431.
.

## Становништво
| 2012. |
| ----- |
| 3.431 |